# Myotis planiceps
El murciélago de cabeza plana, también conocido como miotis cabeza plana (Myotis planiceps) es una especie de la familia Vespertilionidae. Es un murciélago pequeño, mide 5.1 cm de longitud total y pesa 7 g en promedio. Su rostro es simple y sin ornamentaciones, sus orejas medianas. Dorso color café claro a canela, parte ventral ligeramente más clara. Pelo suave y largo. Su cráneo es pequeño y aplanado. La especie es endémica de México y de distribución muy restringida, se le ha observado solamente en las tierras altas de la Sierra Madre Oriental, en la región limítrofe de Zacatecas, Coahuila y Nuevo León (es la especie de murciélago que tiene la menor área de distribución en Norteamérica). Se le ha encontrado únicamente en bosques de coníferas y mixtos, en climas secos y entre los 2,190 y 2,800 m s. n. m. La NOM-059-SEMARNAT-2010 clasifica a la especie en peligro de extinción; la UICN2019-1 como en peligro.

## Distribución geográfica
Se encuentra en México Dentro de la Sierra Madre Oriental del país 